# Lockheed S-3
Die Lockheed S-3 Viking ist ein trägergestütztes U-Jagdflugzeug der US Navy, das von 1974 bis 2009 im aktiven Dienst meist von Flugzeugträgern aus und danach noch bis 2016 als Testflugzeug eingesetzt wurde.

## Geschichte
Als abzusehen war, dass der in die Jahre gekommene, durch zwei Sternmotoren angetriebene U-Boot-Jäger Grumman S-2 Tracker keinen effektiven Einsatz mehr zulassen wird, wurde 1967 ein Konstruktionswettbewerb ausgerufen. Es beteiligten sich an der Ausschreibung Convair mit dem Model 21, Grumman mit dem Projekt G-304, Lockheed mit CL-806/CL995, McDonnell Douglas mit ihrem Model 201 und North American Rockwell. Daraus ging das von Lockheed konzipierte Modell CL-806/CL995, eines Turbofan-getriebenen U-Boot-Jägers hervor. Im direkten Vergleich zur S-2 kann die S-3 ein dreimal so großes Gebiet absuchen und doppelt so viel Waffen und Bojen mitführen. Der Auftrag über 461 Millionen Dollar für zunächst sechs Versuchsflugzeuge und drei weiteren zu Testzwecken dienenden Zellen wurde am 1. August 1969 erteilt.
Das erste von acht Testflugzeugen (YS-3A) hatte seinen Erstflug am 21. Januar 1972 mit John Christiansen und Lyle Schaefer im Cockpit. Bereits am 20. Februar 1974 wurde das erste einsatzfähige Flugzeug der U.S. Navy übergeben. Die erste Einsatzstaffel nahm Mitte 1975 auf der John F. Kennedy ihren Flugbetrieb auf. Die Entwicklung und Indienststellung konnte im prognostizierten Zeitrahmen eingehalten werden. Gebaut wurde die Maschine in Palmdale (Kalifornien).
Als 1978 die letzte S-3A Viking produziert wurde, standen insgesamt 187 Maschinen im Dienst der U.S. Navy. Mitte der 1980er-Jahre wurde die S-3 einem Modernisierungsprogramm unterworfen. Die erste Maschine dieses Typs startete am 13. September 1984 zu ihrem Jungfernflug. Insgesamt wurden 119 Maschinen zu S-3B modifiziert.
Die S-3 wurde bei der U.S. Navy von der U-Jagdstaffel VS-22 am 29. Januar 2009 offiziell außer Dienst gestellt. Vier Maschinen werden von der Pacific Missile Range Facility (PMRF) in Barking Sands auf der Hawaii-Insel Kauai zur Seeraumüberwachung weiterhin eingesetzt. Die NASA erhielt 2004 die letzte gebaute S-3. Das John H. Glenn Research Center in Lewis Field bei Cleveland, Ohio, setzt die Maschine seit 2008 für Testflüge ein. Das Fleet Readiness Center Southeast (FRCSE) in Jacksonville (Florida) hat die erste S-3B Viking, Rufzeichen „Bloodhound 700“, für eine zweite Karriere im April 2010 an die Waffenteststaffel VX-30 ausgeliefert, die sie für Überwachungsaufgaben auf der Point Mugu Test Range einsetzt. Eine weitere S-3B Viking, Rufzeichen „Bloodhound 701“, wurde Ende des Jahres 2010 in Dienst gestellt. Zum 100-jährigen Jubiläum der US-amerikanischen Marineflieger erhielt das Flugzeug einen Anstrich in den Tarnfarben des Jahres 1942. Die beiden Maschinen wurden Anfang 2016 außer Dienst gestellt.
Die letzte fliegende Maschine dieses Typs wurde am 13. Juli 2021 außer Dienst gestellt.

## Konstruktion

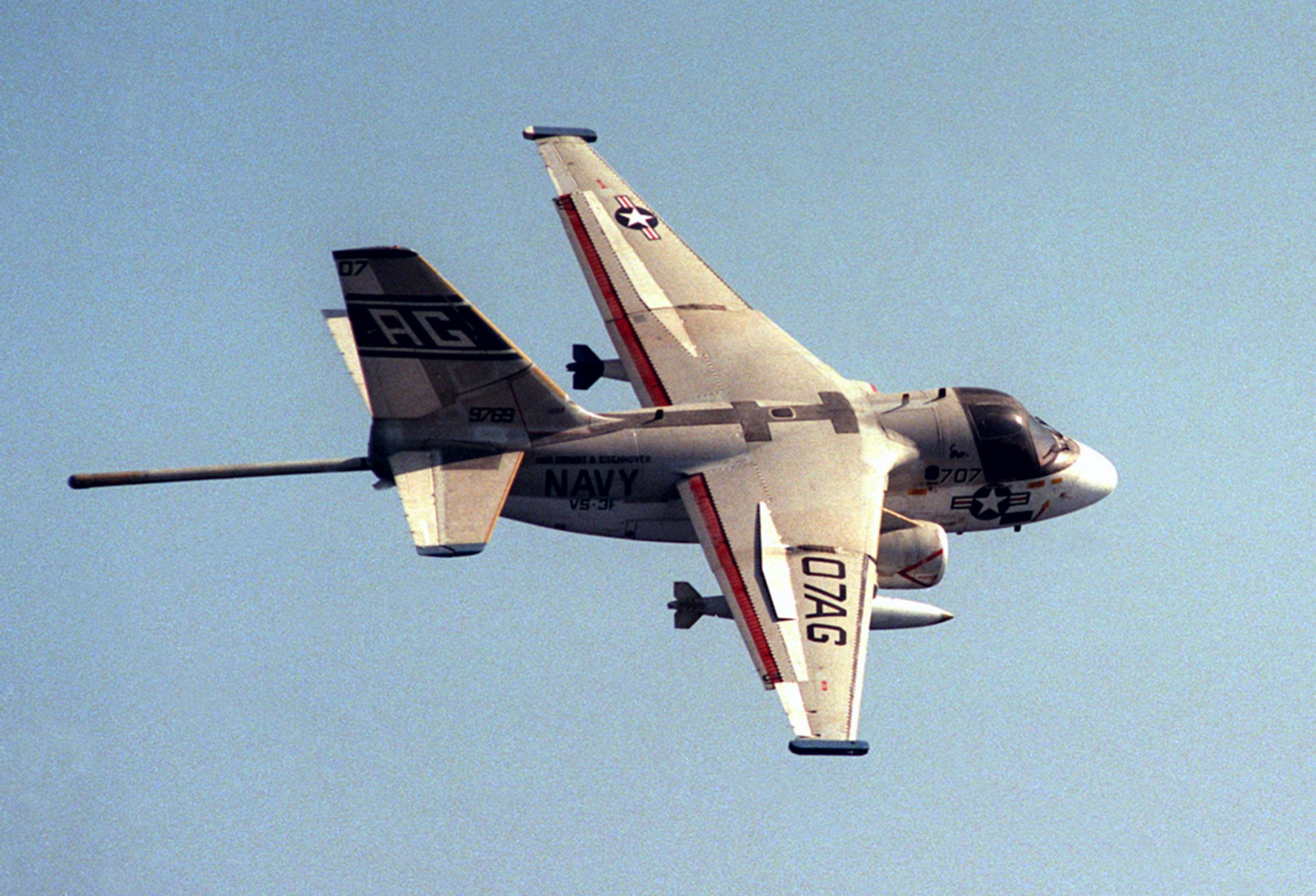
S-3A mit ausgefahrener Antenne zur U-Boot-Suche mittels Magnetanomalie

Die S-3 Viking war zunächst ausschließlich als trägergestütztes Flugzeug zur Bekämpfung feindlicher U-Boote sowie zur Fernerkundung konzipiert. Die Standardausrüstung bestand aus einem aus dem Heck ausfahrbaren MAD-Ausleger (Magnetic Anomaly Detector), aus dem Rumpfboden abwerfbaren Sonarbojen, einem internen Waffenschacht für Waffen zur U-Boot-Bekämpfung sowie Infrarotsensoren unter dem Cockpit. Durch die komplexen U-Boot-Bekämpfungssysteme, die denen der CP-140 Aurora entsprechen, entsprechen die Kosten für die Elektronik denen des restlichen Flugzeugs. Dank der Zusammenarbeit mit Vought (LTV) konnte das Hauptfahrwerk von der F-8 Crusader und das Bugfahrwerk von der Vought A-7 Corsair II übernommen werden. Das General Electric TF34-GE-400A-Triebwerk wird auch in der Fairchild-Republic A-10 Thunderbolt II verwendet. In der S-3 wird jedoch keine Schubumkehr eingesetzt.
Die vier Besatzungsmitglieder verfügen über eine klimatisierte Druckkabine mit nach oben ausschießenden Douglas ESCAPAC-IE-1-Schleudersitzen. Der Pilot sitzt vorne links, der Copilot rechts. Der Copilot ist neben der Navigation und Kommunikation auch für das Radar, FLIR und MAD zuständig. Im hinteren Teil der Kabine ist links die Arbeitskonsole des Sensorenoperateurs, der die Akustiksysteme überwacht. Auf der rechten Seite ist der taktische Koordinator untergebracht. Dieser plant und dirigiert Angriffe gegen erkannte U-Boote. Für den Einsatz auf Flugzeugträgern ist am Bugrad eine Zugstange zum Einrasten in den Katapultschlitten und im Heck ein ausfahrbarer Fanghaken eingebaut. Zur raumsparenden Unterbringung auf Flugzeugträgern besaß sie faltbare Tragflächen sowie ein faltbares Seitenleitwerk. Zur Luftbetankung ist oberhalb des Cockpits eine ausfahrbare Sonde eingebaut. Das ESM-System (Electronic Support Measure) war seinerzeit das am weitesten entwickelte System. Es ist passiv und sammelt Signale (Funk und Radar), die es mit einer Datenbank mit bekannten Signalen alliierter oder gegnerischer Schiffs- und Flugzeugsysteme abgleicht.
Im Heck ist zudem die rund 5 m lange ausfahrbare Antenne des AN/ASQ-81 (MAD) eingebaut. Diese kann Abweichungen vom irdischen Magnetfeld feststellen, wodurch getauchte U-Boote entdeckt werden können. Zur genaueren Lokalisierung dienen abwerfbare Bojen wie die SSQ-41 Lofar, ein passives Niederfrequenzanalyse- und Aufzeichnungsgerät. Die verschiedenen Signale werden vom OL-82/AYS-Computer verarbeitet und am Bildschirm dargestellt.

## Varianten

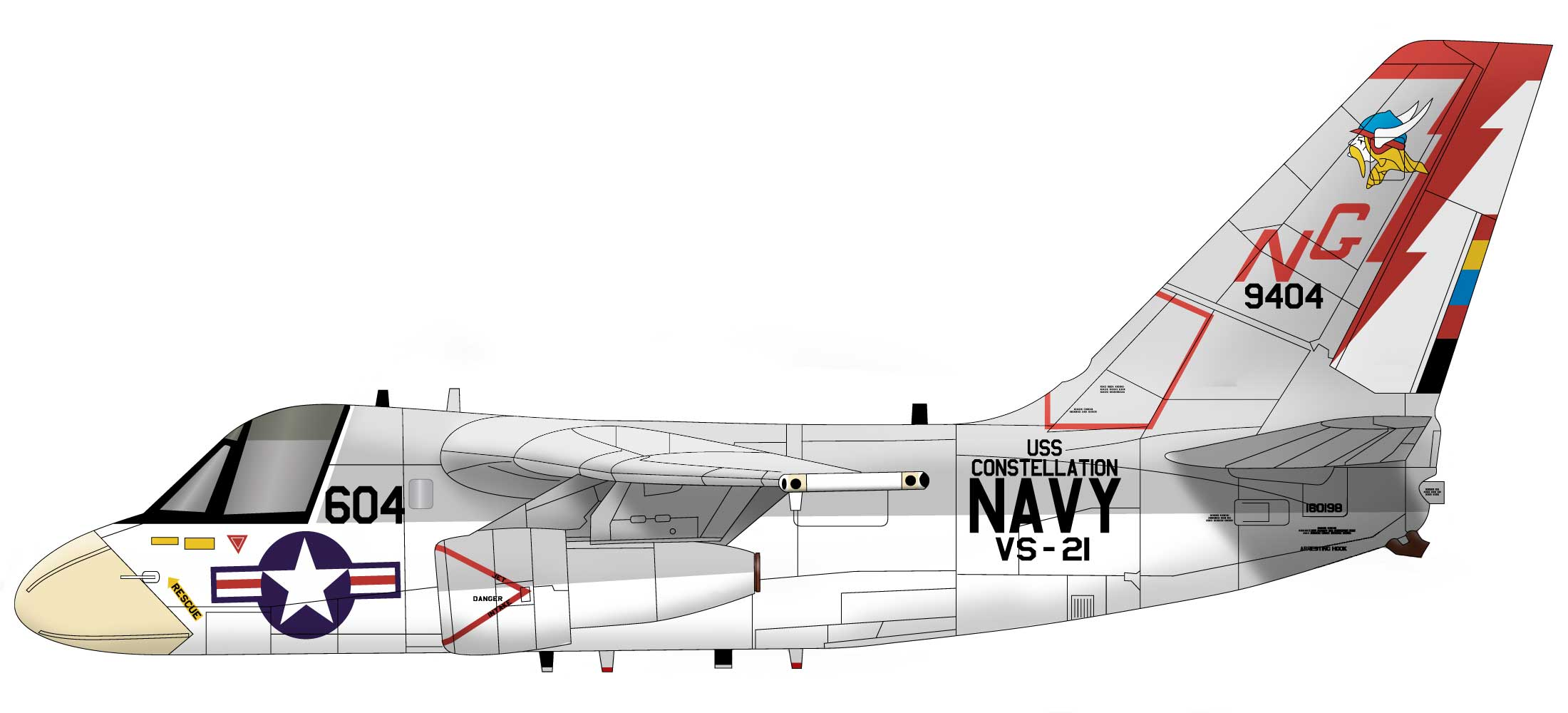
S-3A der VS-21, Constellation, 1985

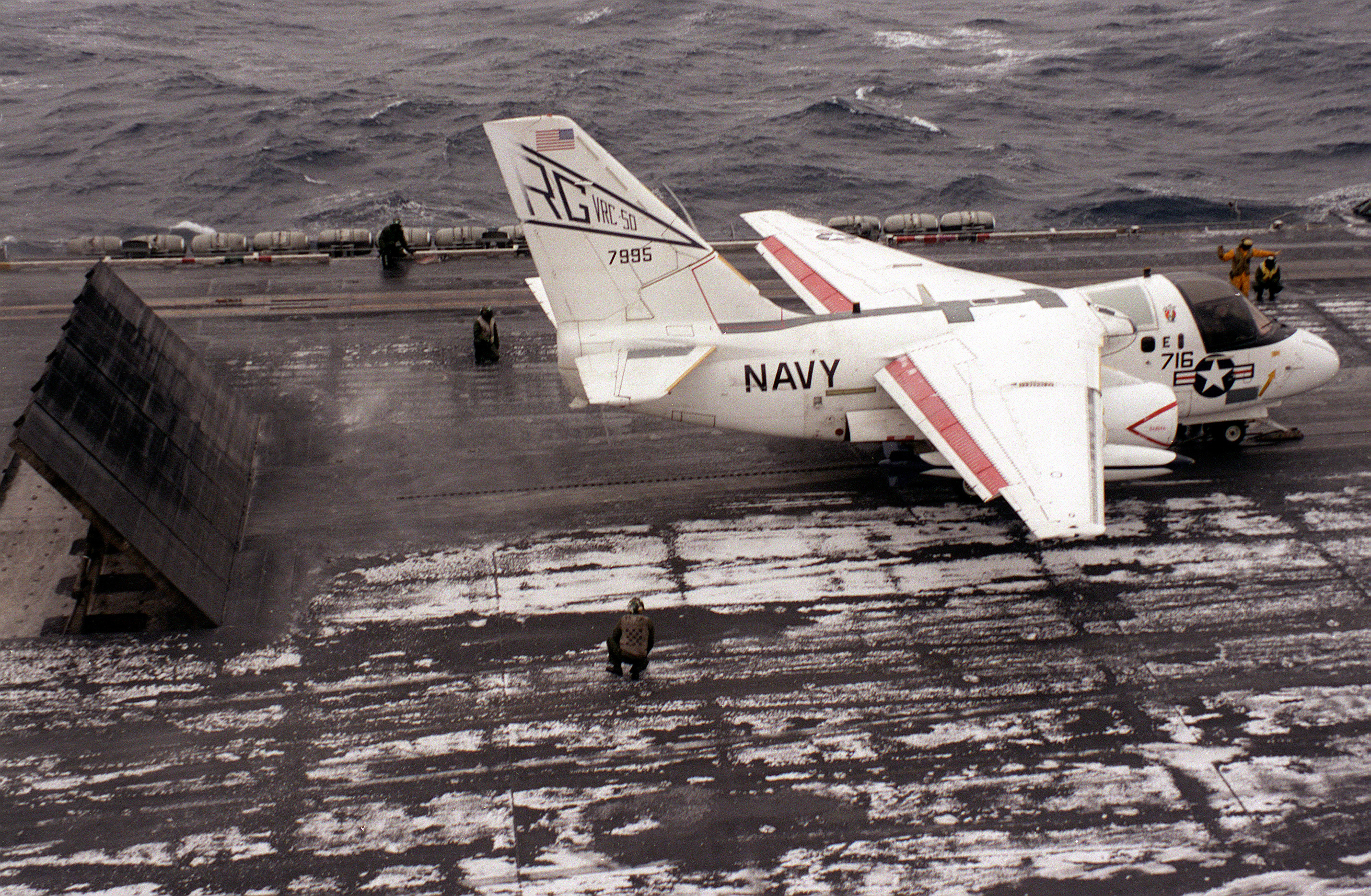
US-3A der Staffel VRC-50 1987

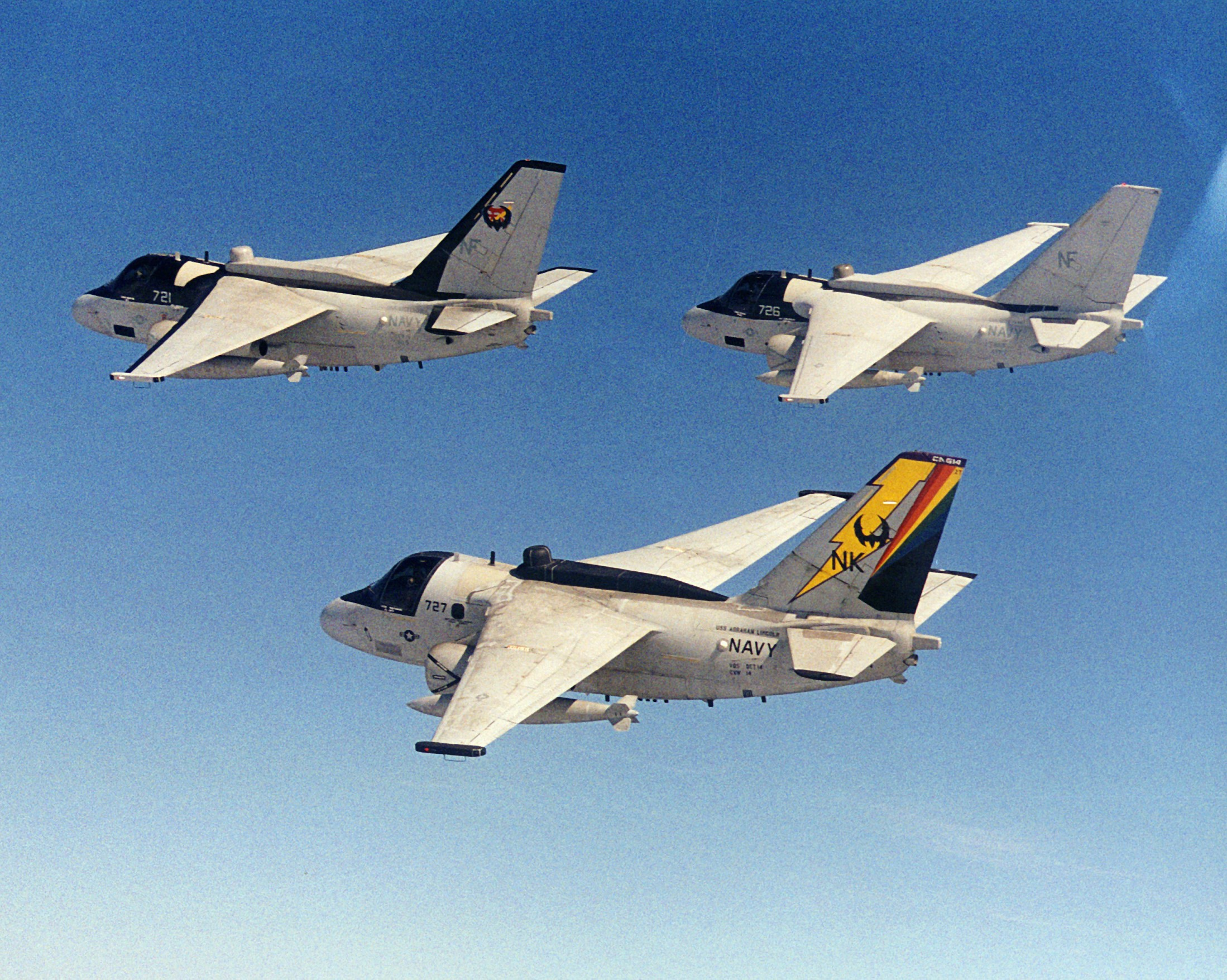
ES-3A der Staffel VQ-5

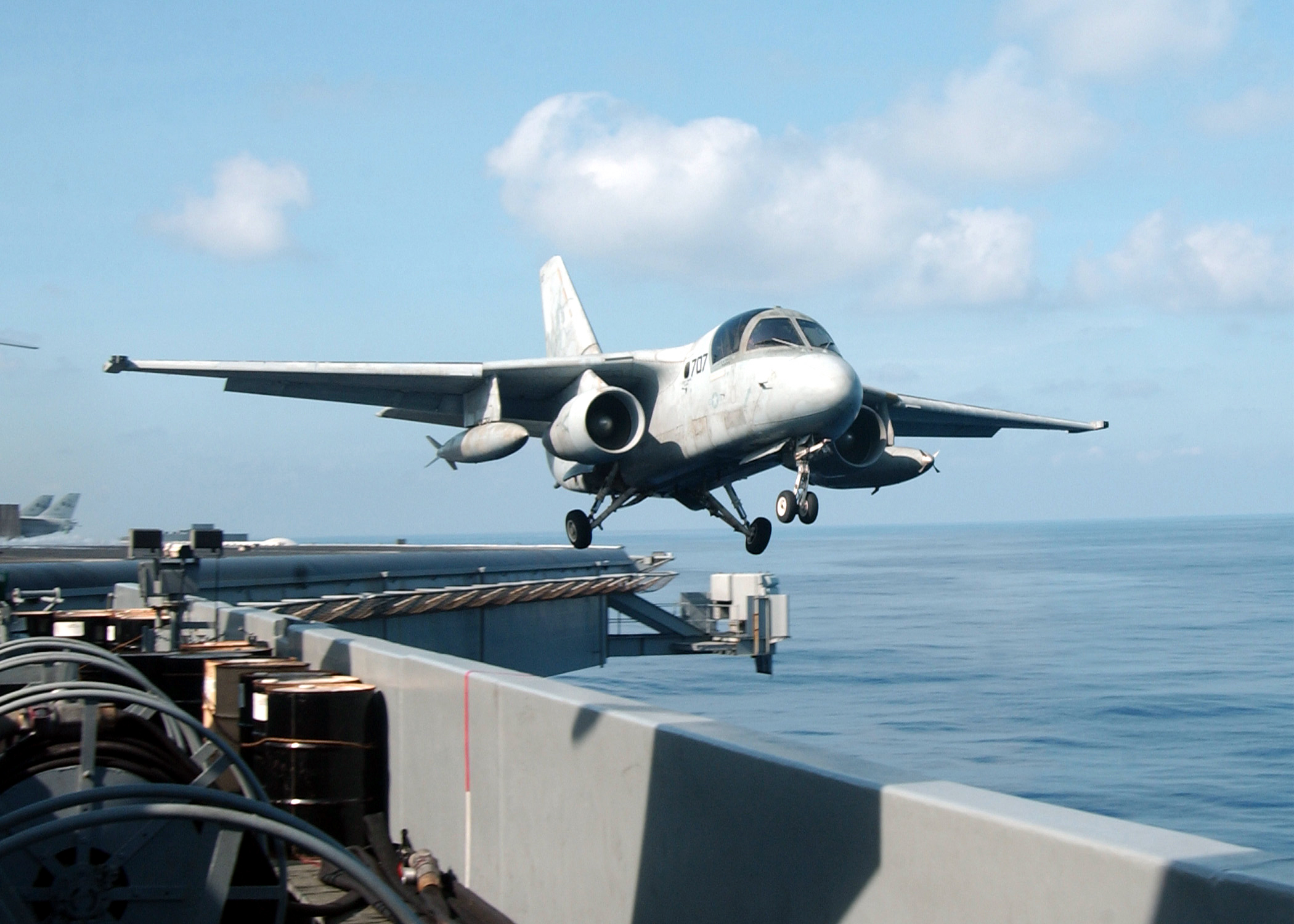
S-3B beim Katapultstart

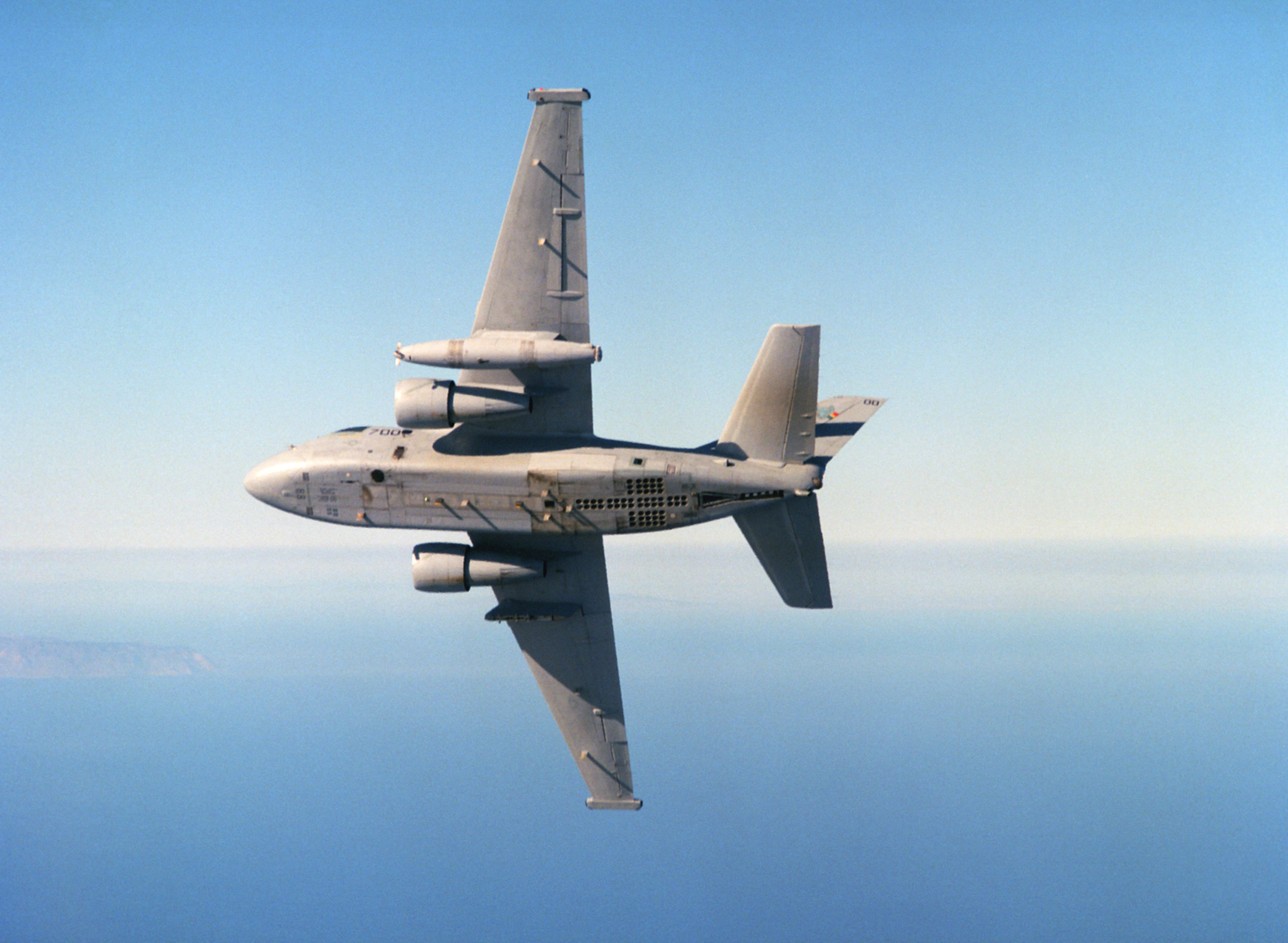
S-3B: erkennbar sind Waffenschacht, Sonarbojen und Auftank-Behälter

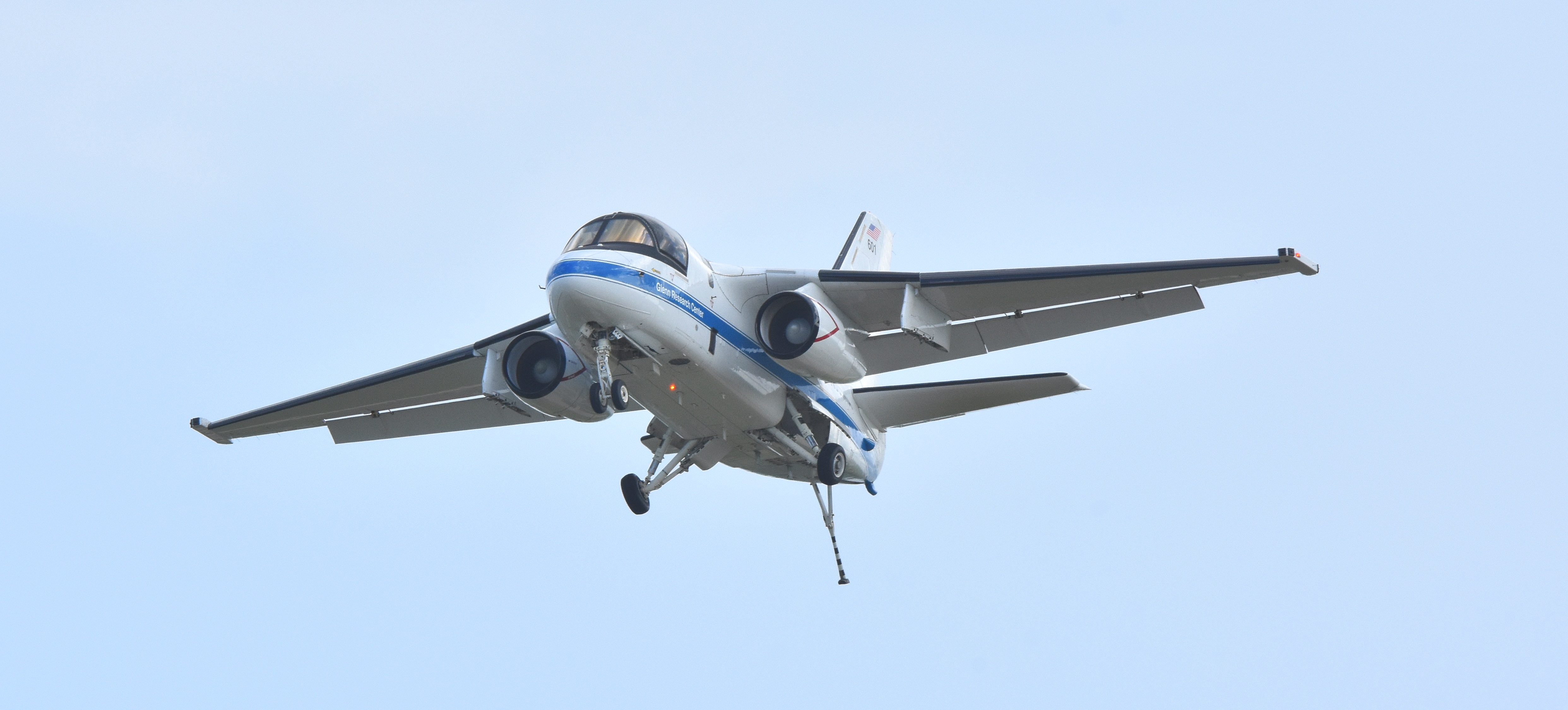
S-3B 'N601NA' des NASA Glenn Research Center Sommer 2018

YS-3A
Vorserienflugzeug, 8 gebaut.
S-3A
U-Boot-Jagd-Flugzeug, 186 gebaut. Ausrüstung: AN/APS-116-Radar, FLIR, AN/ASQ-81 MAD und AN/ALR-47 ESM.
ES-3A
Umbau von 16 S-3A zur elektronischen Aufklärung ab 1991, AN/APS-137-Radar. Ab 1993 wurden sechzehn S-3A zu elektronischen Frühwarn- und Aufklärungsflugzeugen (ES-3A „Shadow“) umgebaut, die die veralteten EA-3B Skywarrior ersetzen sollten. Es zeichnete sich jedoch bald ab, dass diesem Typ sowohl wegen der mangelnden Reichweite (durch die stark erhöhte Zuladung) als auch wegen der Inkompatibilität mit anderen Frühwarnsystemen kein Erfolg beschieden sein würde. Sie wurden schließlich 1999 außer Dienst gestellt.
KS-3A
Später folgten Versuche mit Umbau der fünften YS-3A zu einem Tankflugzeug umgebauten KS-3A. Diese hatte einen ausfahrbaren Tankschlauch im Rumpfheck. Nach Aufgabe des Projektes wurde der Rumpf zu einer US-3A umgebaut.
US-3A
Einer der acht Prototypen ist zum US-3A (Carrier On-board Delivery) für leichte Transportaufgaben umgebaut worden. Hierfür wurde die gesamte U-Boot-Abwehrelektronik weggelassen und hinter dem Cockpit eine Passagierkabine für sechs Personen eingerichtet. An den Aufhängepunkten sind zwei 454-kg-Behälter zum Transport von Fracht montiert worden. Weiter ist im Heck eine Laderampe eingebaut worden. Insgesamt wurden fünf YS-3A, KS-3A und S-3A derart umgebaut.
S-3B
Umrüstung von 119 S-3A ab 1984 mit neuer Avionik, AN/APS-137-Radar, JTIDS, AGM-84 Harpoon-Flugkörpern und Douglas D-704-Behälter zum Auftanken anderer Flugzeuge. Am 30. Januar 2009 wurde die S-3B bei der US Navy zunächst offiziell außer Dienst gestellt, nur um 2010 eine geringe Anzahl zu reaktivieren. Vier Maschinen flogen noch für das Glenn Research Center der NASA für Vereisungsversuche, die letzte Maschine wurde am 14. Juli 2021 ins San Diego Air & Space Museum überführt.

## Technische Daten
| Kenngröße                | Daten der S-3B Viking                                                                                             |
| ------------------------ | --- |
| Besatzung                | 4 |
| Länge                    | 16,26 m |
| Flügelspannweite         | - ausgeklappt: 20,93 m - eingeklappt: 8,99 m                                                                      |
| Flügelfläche             | 55,55 m² |
| Flügelstreckung          | 7,89 |
| Tragflächenbelastung     | - minimal (Leermasse): 184 kg/m² - nominal (normale Startmasse): 349 kg/m² - maximal (max. Startmasse): 349 kg/m² |
| Höhe                     | 6,93 m |
| Leermasse                | 12.057 kg |
| normale Startmasse       | 17.324 kg |
| max. Startmasse          | 23.831 kg |
| Treibstoffkapazität      | - intern: 7320 l - extern: 1136 l (in zwei Abwurftanks)                                                           |
| Höchstgeschwindigkeit    | - 835 km/h (auf optimaler Höhe) - 816 km/h (auf Meereshöhe)                                                       |
| Marschgeschwindigkeit    | 650 km/h |
| Steigrate                | 26 m/s |
| Dienstgipfelhöhe         | 12.465 m |
| Überführungsreichweite   | 5560 km |
| Rettungssystem           | 4 × Douglas Aircraft ESCAPAC-IE-1-Schleudersitz                                                                   |
| Triebwerk                | zwei Mantelstromtriebwerke GE TF34-GE-400B                                                                        |
| Schubkraft               | 2 × 41,26 kN |
| Schub-Gewicht-Verhältnis | - maximal (Leermasse): 0,7 - nominal (normale Startmasse): 0,49 - minimal (max. Startmasse): 0,35                 |

## Sensorik
- 1 × ausfahrbarer AN/ASQ-81 Magnetic Anomaly Detector (MAD)-Ausleger
- 1 × AN/APS-116-Seesuchradar
- 1 × OR-89-FLIR-Turm mit 3-facher optischer Vergrößerung
- 1 × AN/APS-137 Inverse Synthetic Aperture Radar (ISAR, nur E-3A)
- 13 × AN/ARS-2-Sonarbojen-Signalempfänger

Interner Sonarbojenwerfer hinter dem Waffenschacht
Kreuzförmig angelegter Werfer für 60 A-Klasse-Sonarbojen mit einem Durchmesser von 12,38 cm
- AN/SSQ-41 LOFAR
- AN/SSQ-53 DIFAR
- AN/SSQ-77 DIFAR VLAD
- AN/SSQ-62 DICASS
- AN/SSQ-36 BT
- AN/SSQ-47 ANM
- Mk.25-Rauchmarkierboje
- Mk.58-Rauchmarkierboje

## Waffenzuladung

### Bewaffnung im Waffenschacht
Kampfmittel bis zu 1814 kg in zwei drei Meter langen internen Waffenschächten hinter dem Bugrad
Torpedos
- 4 × Alliant Techsystems Mk.46-Leichtgewichts-Torpedo (Durchmesser 324 mm)
- 4 × Honeywell Mk.50-„Barracuda“-Leichtgewichts-Torpedo (Durchmesser 324 mm)

Ungelenkte Bomben
- 4 × Mk.36 DST „Destructor“ (250-kg-/560-lb-Seemine auf Basis der Mk.82)[8]
- 4 × BLU-111A/B (227-kg-Freifallbombe, analog Mk.82 mit thermischem Schutzanstrich)
- 4 × Mk.54 (160-kg-Unterwasser-Seemine)[9]
- 2 × B57 (20-kT-Nukleare-Wasserbombe)[10]

### Bewaffnung an Außenlaststationen
Kampfmittel bis zu 1361 kg an zwei Außenlaststationen unter den beiden Tragflächen
Luft-Boden-Lenkwaffen
- 2 × Boeing AGM-84A/B/C „Harpoon“ – radargelenkter Seezielflugkörper
- 2 × Boeing AGM-84H/K „SLAM-ER“ – taktischer Marschflugkörper
- 2 × LAU-117A-Startschienenträger für 1 × Raytheon AGM-65E/F „Maverick“ – laser- oder infrarotgesteuerter Lenkflugkörper gegen Schiffe oder Panzer

Ungelenkte Luft-Boden-Raketen
- 2 × BRU-42 TER (Triple Ejection Rack) mit je 3 × LAU-68D/A-Raketen-Rohrstartbehältern für je 7 × ungelenkte FFAR-Luft-Boden-Hydra-Raketen; Kaliber 70 mm / 2,75 inch
- 2 × BRU-42 TER (Triple Ejection Rack) mit je 3 × LAU-61/A-Raketen-Rohrstartbehältern für je 19 × ungelenkte FFAR-Luft-Boden-Raketen; Kaliber 70 mm / 2,75 inch
- 2 × BRU-42 TER (Triple Ejection Rack) mit je 3 × LAU-69/A-Raketen-Rohrstartbehältern für je 19 × ungelenkte FFAR-Luft-Boden-Raketen; Kaliber 70 mm / 2,75 inch
- 2 × BRU-42 TER (Triple Ejection Rack) mit je 3 × LAU-10D/A-Raketen-Rohrstartbehältern für je 4 × ungelenkte Zuni-Luft-Boden-Raketen, Kaliber 127 mm / 5 inch

Ungelenkte Freifallbomben
- 2 × BRU-42 TER (Triple Ejection Rack) mit je 3 × BLU-111A/B (227-kg-Freifallbombe, analog Mk.82 mit thermischem Schutzanstrich)
- 2 × BRU-42 TER (Triple Ejection Rack) mit je 3 × CBU-100 / Mark 20 „Rockeye II“ (222-kg-/490-lb-Anti-Panzer-Streubombe mit 247 Mk.118-Bomblets)
- 2 × BRU-42 TER (Triple Ejection Rack) mit je 3 × × Mk.52 Mod 6 / 53/55/56 (454-kg-Unterwasser-Seemine mit Druck-Akustik- und Magnetzünder)[9]
- 2 × BRU-42 TER (Triple Ejection Rack) mit je 3 × Mk.55 Mod 7 (1.000-kg-Unterwasser-Seemine mit Magnetzünder)
- 2 × BRU-42 TER (Triple Ejection Rack) mit je 3 × Mk.56 OA05 (1.000-kg-Unterwasser-Seemine mit Magnetzünder)
- 2 × BLU-110/B (454-kg-Freifallbombe, analog Mk.83)
- 2 × BLU-109/B (907-kg-Freifallbombe, analog Mk.84)
- 2 × Mk.77 Mod 5 (235-kg-/520-lb-Napalm-Brandbombe)

Zusatzbehälter
- 2 × SUU-44/A-Leuchtraketen-Rohrstartbehältern für je 8 × ungelenkte Mk.45-Leuchtfackeln-Raketen (Fallschirmgebremst, brennen für 3,5 Minuten mit 2 Millionen Candela)
- 2 × BRU-42 TER (Triple Ejection Rack) mit je 3 × Brunswick Corporation ADM-141B „TALD“-Drohnen als Täuschkörperwerfer
- 2 × abwerfbare Aero-1D-Zusatztanks für 1.136 Liter (300 u.s.-Gal.) Kerosin
- 2 × abwerfbare Zusatztanks für 2.271 Liter (600 u.s.-Gal.) Kerosin (nur für Tests der nie eingeführten KS-A/B-Tankervariante)
- 1 × ARS D-704-Buddy-Luftbetankungsbehälter zur Luft-Luft-Betankung mit Korb

### Selbstverteidigung
Aktive Maßnahmen
- 2 × Tracor AN/ALE-39A-Täuschkörperwerfer mit je 30 Täuschkörpern (36 mm oder 147 mm Breite, bspw. RR-129 Düppel-Patronen oder MJU-8/B Hitzefackeln). Im Heck ist beidseitig je ein Täuschkörperwerfer installiert.

Passive Maßnahmen
- 2 × IBM AN/ALR-47-ESM-Gondel mit je zwei Radarwarnsensoren

## Trivia
Eine Viking war das erste Flugzeug, das den Rufnamen Navy One zugewiesen bekam, als Präsident George W. Bush am 1. Mai 2003 in einem solchen Flugzeug auf dem Flugzeugträger Abraham Lincoln landete.